# Hockey su prato ai XXII Giochi del Commonwealth
Le competizioni di hockey su prato ai XXII Giochi del Commonwealth si sono svolte dal 29 luglio all'8 agosto 2022.

## Podi
| Evento           | Oro         | Argento   | Bronzo      |
| Torneo maschile  | Australia   | India     | Inghilterra |
| Torneo Femminile | Inghilterra | Australia | India       |